# Drosanthemopsis
Drosanthemopsis es un género con una especies de plantas de flores perteneciente a la familia Aizoaceae. 
Está considerado un sinónimo del género Jacobsenia.

## Especies seleccionadas
- Drosanthemopsis salaria